# La Chute d'un corps
Pour plus de détails, voir Fiche technique et Distribution.
La Chute d'un corps est un film français réalisé par Michel Polac, sorti en 1973.

## Synopsis
Marthe et son amant d'une nuit sont les témoins de la chute d'une jeune fille sur la terrasse de l'appartement où ils se rencontrent. Le mage qui occupe le logement de l'étage supérieur manipule Marthe afin d'obtenir son silence sur cet incident dont il porte la responsabilité.

## Fiche technique
Sauf indication contraire, les informations mentionnées dans cette section peuvent être confirmées par la base de données cinématographiques Unifrance,  présente dans la section « Liens externes ».
- Titre original : La Chute d'un corps[1]
- Réalisation : Michel Polac
- Scénario et dialogues : Michel Polac
- Photographie : Claude Agostini
- Musique : Terry Riley
- Son : Henri Roux
- Montage : Françoise Collin
- Production : Albina Productions
- Pays de production :  France
- Langue originale : français
- Format : couleur par Eastmancolor • Son mono • 35 mm
- Genre : drame psychologique[1]
- Durée : 110 minutes
- Date de sortie : 
  - France : 28 septembre 1973

## Distribution
- Marthe Keller : Marthe
- Daniel Ceccaldi : Alain Renon, le mari de Marthe
- Fernando Rey : Nansoit, le mage
- Tania Balachova
- Dominique Guezennec
- Jean-Michel Folon
- Jacques Sternberg